# Sonic Riders: Zero Gravity
Sonic Riders: Zero Gravity je trkaća videoigra za Wii i PlayStation 2. Nastavak je igre Sonic Riders i ponovno je smještena u budućnost. Ova igra predstavlja mogućnost manipuliranja gravitacijom u dvama različitim smjerovima. Radnja igre uključuje događaj za kojega Sonic čuje za legendu o neobičnom predmetu znanom kao „Shooting Star” koji može kontrolirati gravitaciju.
Zajedno s likovima iz prethodna nastavka, novi igraći trkači, hoverboardovi i druga vozila su u igri. Vozila je moguće nadograđivati.

## Radnja
Sonic čuje za legendu o neobičnom predmetu znanom kao „Shooting Star”, predmetu koji može kontrolirati gravitaciju. No, Babylon Roguesi, Sonicovi suparnici, su također u 'lovu' na taj predmet. Ovo rasplamsava rat između njih zbog predmeta kojeg svaka strana želi u svojim rukama, što ih prisiljava na natjecanje (Extreme Gear Competition).

## Način igre
Igra predstavlja nove mogućnosti većine likova koje će se koristiti kroz cijelu igru. Skupljajući gravitacijske bodove kroz trikove i tehničke izazove igrač će ući u bez-gravitacijsku zonu gdje će moći iskoristiti dva nova poteza. Gravity Control, koji igrača ubrzava na neko vrijeme (slično Chaos Controlu iz Shadow the Hedgehog videoigre), a aktivira se pritiskom tipke 1, i Gravity Dive koji se uključuje tresanjem WiiRemotea. Također, Gravity Warp potez dozvoljava igraču stvaranje crne rupe koja će ga usisati i ubrzati, a ostale igrače usisati i zadržati neko vrijeme.
Igra ima 16 razina. Dvije razine otkrivene se u Play Magazineu, zvani Botanical Kingdom i Crimson Crater, tj. prva i druga razina.  
Zajedno s likovima iz prošlog nastavka, tu će biti novi mogući trkači, hoverboardovi, vozila, i svemirski brod budućnosti. Vozila su nadogradiva te postoji 40 načina za njihovu nadogradnju. Moći će ih se nadograditi i za vrijeme utrke.

## Razvoj
Sonic Riders: Zero Gravity je otkriven u Play Magazineu u broju za rujan 2007.
Sega je službeno potvrdila igru na 2007 Games Convention.
Zasada je potvrđeno 16 staza, osam svjetova s po dvije staze.

## Sustav nadograđivanja
U Sonic Ridersima sustav nadograđivanja je sljedeći: skupljanje prstenova, dobivanje pojačanja napada. U Sonic Riders: Zero Gravityju koriste se novom metodom promjene opreme (Gear Change). Jednom kada se prikupi  određena svota prstena, uređaji se nadograđuju. Svaki uređaj ima tri nadogradnje i mogu biti nadograđeni tijekom utrke s tipkom A na Wii Remoteom. Neke nadogradnje uključuju mijenjanje izgleda posebne opreme, višu najveću brzinu, povećan Gravity Points Gauge i sl.

## Wi-Fi
Za ovu igru još nije potvrđeno da će se moći utrkivati online s drugim igračima, ali je potvrđeno da će svačiji Ghost Data biti dostupni svima. Također će se moći preuzeti Ghost Data nekoga igrača na Wii te po mogućnosti naučiti neke nove skrivene prečace kojima su se igrači koristili te tako poboljšati tehnički svoju igru.

## Vanjske poveznice
- Hrvatski Wii portal  Arhivirana inačica izvorne stranice od 14. veljače 2019. (Wayback Machine)
- Sonic igrice online